# Tetramorium rinatum
Tetramorium rinatum är en myrart som beskrevs av Bolton 1977. Tetramorium rinatum ingår i släktet Tetramorium och familjen myror. Inga underarter finns listade i Catalogue of Life.